# Феопемпт (митрополит Киевский)
Митрополи́т Феопе́мпт (др.-греч. Ὁ μητροπολίτης Θεόπεμπτος; XI век) — митрополит Киевский (ок. 1037—1049).

## Биография
По происхождению грек. Стал митрополитом после 1030 года, возможно, около 1034 года, если учесть его связи с окружением императора Михаила IV.
Появление Феопемпта в Киеве обусловила смена религиозной политики князя Ярослава Мудрого, который  отказался от «отнего» наследства: главенствующей роли десятинной церкви Богородицы и связанной с ней традиции, не только инициировав строительство нового, Софийского собора, но и обеспечив приезд на Русь первого митрополита из греков. 
Митрополит Феопемпт впервые упоминается в русских летописях в 1039 году, когда он принимал участие в повторном освящении Десятинной церкви в Киеве. По некоторым данным, до 1037 года Киевская митрополия подчинялась Охридской кафедре, а не Константинопольской Цареградской патриархии, но к 1037 году положение изменилось, византийцы укрепили свои позиции в Киевской Руси. И раз Феопемпт немедленно взялся за переосвящение Десятинной церкви, то, скорее всего, к 1037 году в Царьграде считали христиан, освятивших в 995 году Десятинную церковь, еретиками. Начиная со времени появления в Киеве митрополита Феопемпта, церковь Руси в течение всего домонгольского периода возглавляли почти исключительно греки, поставляемые на Киевскую кафедру Константинопольскими патриархами.
В середине 1039 года Феопемпт пребывал в Константинополе, где участвовал в патриаршем синоде.
Византийско-русский конфликт 1043—1046 годов вовсе не обязан был отрицательно сказаться на деятельности Феопемпта, так как он, предположительно, высказался в пользу антиимператора Георгия Маниака.
Скончался в 1049 году.

## Образ митрополита Феопемпта в кино
- Ярославна, королева Франции (1978; СССР); режиссёр Игорь Масленников; в роли митрополита Феопемпта — Армен Джигарханян.